# Campeonato Europeu de omnium feminino
O Campeonato da Europa de Omnium feminino é o campeonato da Europa de Omnium, em categoria feminina, organizado anualmente pela UEC.
Quando se criou tinha duas modalidades, a Omnium Endurance (formado por uma prova por pontos, uma de Perseguição individual, uma prova scratch e uma prova por eliminação) e a Omnium Sprint (formado por uma prova de 200 metros lançados, uma de keirin, uma prova por eliminação e uma de velocidade).
Em 2010, coincidindo com a sua entrada aos Campeonatos da Europa de ciclismo em pista, unificaram-se no chamado Omnium Olímpico (formado por uma prova de 250 metros lançados, uma prova por pontos, uma de Perseguição individual, uma prova scratch, uma prova por eliminação e uma contrarrelógio de 1000 metros.)

## Palmarés

### Omnium Endurance
Esta prova está composto de uma corrida por pontos, de uma perseguição individual, de uma perseguição scratch e de uma perseguição à eliminação.
| Ano  | Ouro                | Prata                         | Bronze                |
| ---- | ------------------- | ----------------------------- | --------------------- |
| 1995 | Ingrid Haringa      | Nathalie Lancien              | Anke Wichmann         |
| 1996 | Olga Slyusareva     | Svetlana Samokhvalova         | Nathalie Lancien      |
| 1997 | Antonella Bellutti  | Ingrid Haringa                | Sally Boyden          |
| 1998 | Olga Slyusareva     | Leontien Zijlaard-van Moorsel | Svetlana Samokhvalova |
| 1999 | Olga Slyusareva     | Antonella Bellutti            | Debby Mansveld        |
| 2001 | Olga Slyusareva     | Svetlana Ivakhovenkova        | Vera Carrara          |
| 2002 | Olga Slyusareva     | Svetlana Ivakhovenkova        | Natalia Karimova      |
| 2003 | Olga Slyusareva     | Elena Tchalykh                | Iryna Yanovych        |
| 2004 | Lyudmyla Vypyraylo  | Apollinaria Bakova            | Eleonora Soldo        |
| 2005 | Olga Slyusareva     | Lada Kozlíková                | Gema Pascual          |
| 2006 | Lada Kozlíková      | Liudmyla Vypyrailo            | Carolina Lüthi        |
| 2007 | Vera Carrara        | Gema Pascual                  | Elke Gebhardt         |
| 2008 | Elena Tchalykh      | Ellen van Dijk                | Anastasia Chulkova    |
| 2009 | Ievguenia Romaniuta | Jolien D'Hoore                | Monia Baccaille       |

### Omnium sprint
Esta prova está composto por 200 metros lançado, de um keirin, de uma perseguição à eliminação e de uma prova de velocidade individual.
| Ano  | Ouro               | Prata           | Bronze             |
| ---- | ------------------ | --------------- | ------------------ |
| 2008 | Yvonne Hijgenaar   | Elise Van Hage  | Helena Casas Roige |
| 2009 | Simona Krupeckaitė | Olga Streltsova | Viktoria Baranova  |

### Omnium Olímpico
| Ano  | Ouro               | Prata              | Bronze              |
| ---- | ------------------ | ------------------ | ------------------- |
| 2010 | Leire Olaberría    | Tatsiana Sharakova | Malgorzata Wojtyra  |
| 2011 | Laura Trott        | Tatsiana Sharakova | Kirsten Wild        |
| 2012 | Tatsiana Sharakova | Aušrinė Trebaitė   | Katarzyna Pawłowska |
| 2013 | Laura Trott        | Kirsten Wild       | Jolien D'Hoore      |
| 2014 | Laura Trott        | Jolien D'Hoore     | Anna Knauer         |
| 2015 | Laura Trott        | Amalie Dideriksen  | Aušrinė Trebaitė    |
| 2016 | Katie Archibald    | Kirsten Wild       | Lotte Kopecky       |
| 2017 | Katie Archibald    | Kirsten Wild       | Elisa Balsamo       |
| 2018 | Kirsten Wild       | Katie Archibald    | Letizia Paternoster |
| 2019 | Kirsten Wild       | Laura Kenny        | Tatsiana Sharakova  |
| 2020 | Elisa Balsamo      | Laura Kenny        | Maria Novolodskaya  |
| 2021 | Katie Archibald    | Victoria Berteau   | Rachele Barbieri    |

- Quadro das medalhas

| Ordem | País          | Medalha de ouro | Medalha de prata | Medalha de bronze | Total |
| ----- | ------------- | --------------- | ---------------- | ----------------- | ----- |
| 1     | Reino Unido   | 7               | 3                | 0                 | 10    |
| 2     | Países Baixos | 2               | 3                | 1                 | 6     |
| 3     | Itália        | 1               | 0                | 3                 | 4     |
| 4     | Espanha       | 1               | 0                | 0                 | 2     |
| 5     | Bielorrússia  | 0               | 2                | 1                 | 3     |
| 6     | Bélgica       | 0               | 1                | 2                 | 3     |
| 7     | Lituânia      | 0               | 1                | 1                 | 2     |
| 8     | Dinamarca     | 0               | 1                | 0                 | 1     |
| 8     | França        | 0               | 1                | 0                 | 1     |
| 10    | Polónia       | 0               | 0                | 2                 | 2     |
| 11    | Alemanha      | 0               | 0                | 1                 | 1     |
| 11    | Rússia        | 0               | 0                | 1                 | 1     |
| Total | Total         | 11              | 12               | 12                | 35    |